# Burajmi kormányzóság

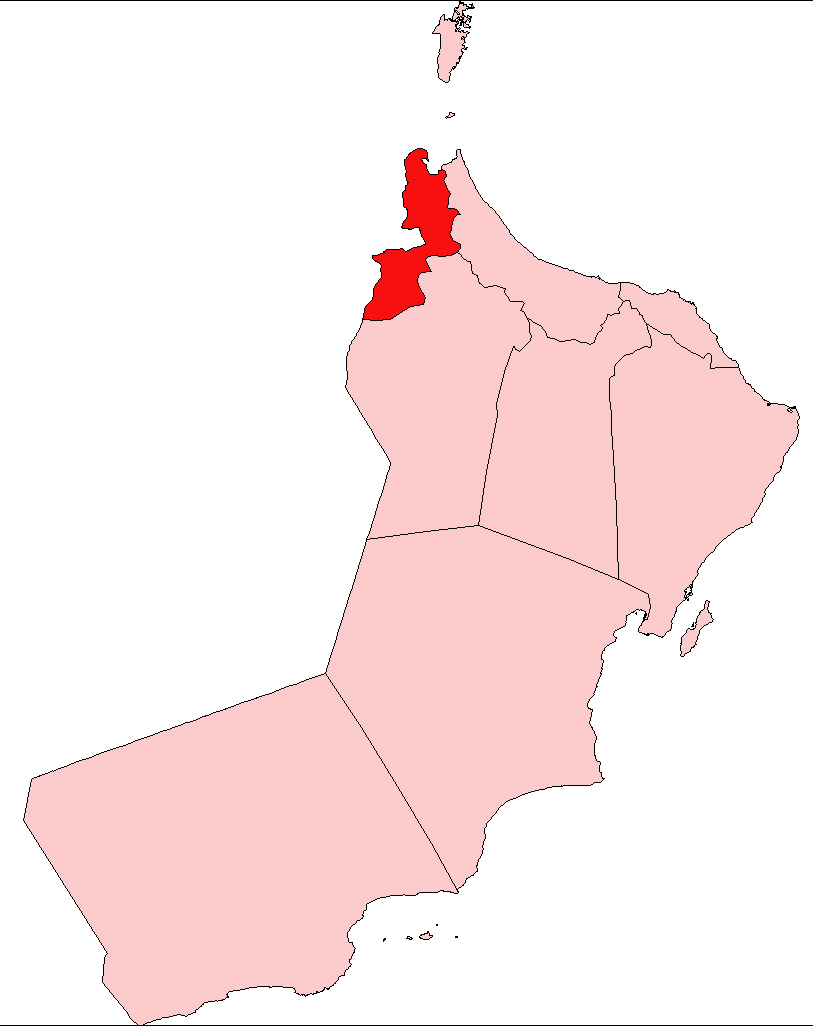
Burajmi kormányzóság elhelyezkedése Ománon belül

El-Burajmi kormányzóság (arabul محافظة البريمي  [Muḥāfaẓat al-Buraymī]) az Omán kilenc tartománya közé tartozó négy kormányzóság egyike az ország északi részén. Nyugatról és északról az Egyesült Arab Emírségek, keleten Bátina régió, délen pedig Záhira régió határolja. Székhelye el-Burajmi városa. Területe 4 000 km², lakossága a 2010-es népszámlálás adatai szerint 72 917 fő, az összlakosság 2,6%-a.

## Közigazgatási beosztása
Burajmi kormányzóság három körzetre (vilája) oszlik. Ezek: Burajmi, Mahda, Szunajna.

## Fordítás
Ez a szócikk részben vagy egészben  a   Liste der Regionen und Distrikte in Oman című német Wikipédia-szócikk ezen változatának fordításán alapul.  Az eredeti cikk szerkesztőit annak laptörténete sorolja fel. Ez a jelzés csupán a megfogalmazás eredetét és a szerzői jogokat jelzi, nem szolgál a cikkben szereplő információk forrásmegjelöléseként.